# Skötbåt

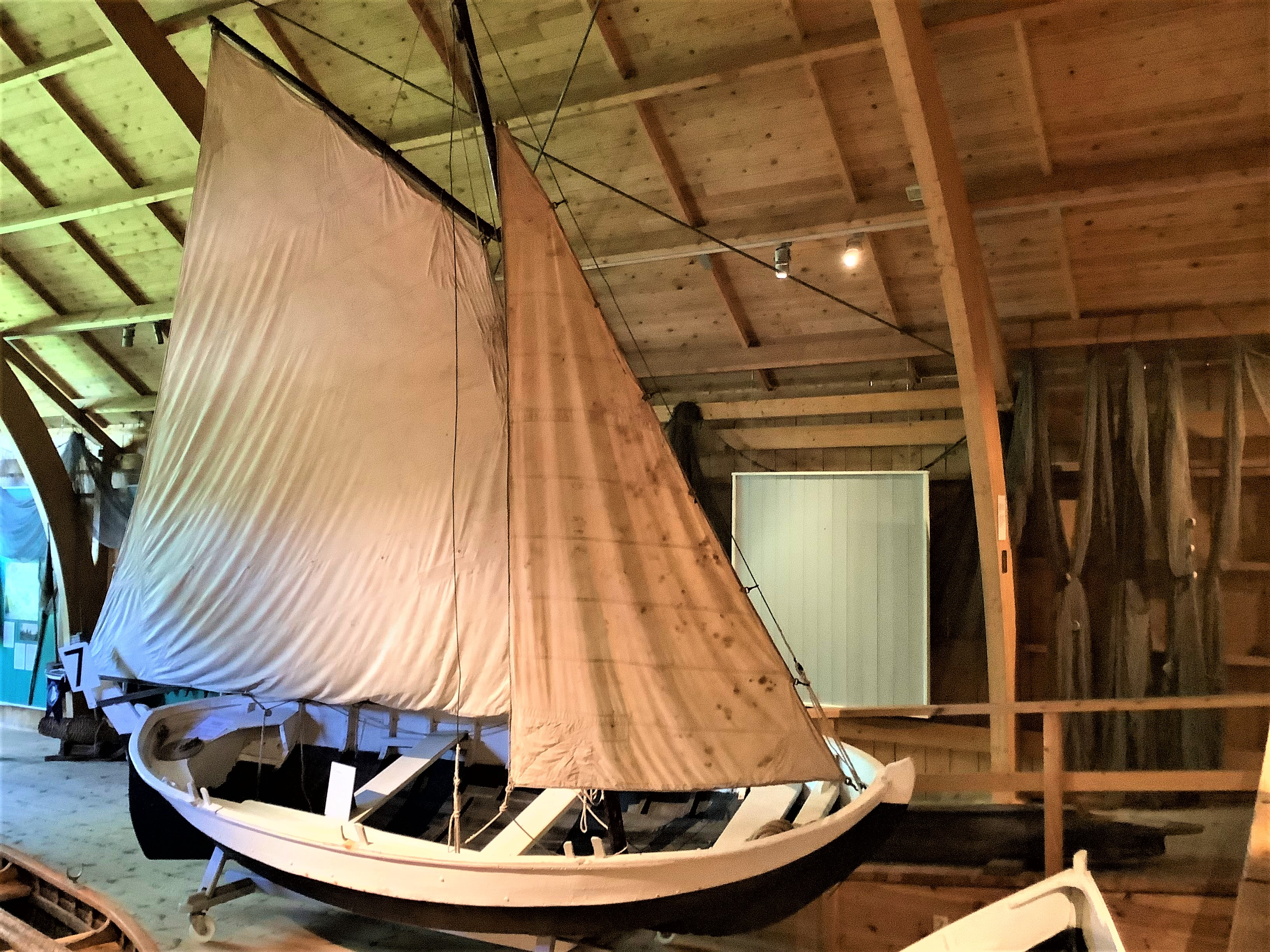
Skötbåten Flundran från 1910 på Roslagens sjöfartsmuseum, museibåt sedan 2002. Flundran byggdes på Eckerö på Åland och har deltagit i ett 20-tal Postrodden-tävlingar.

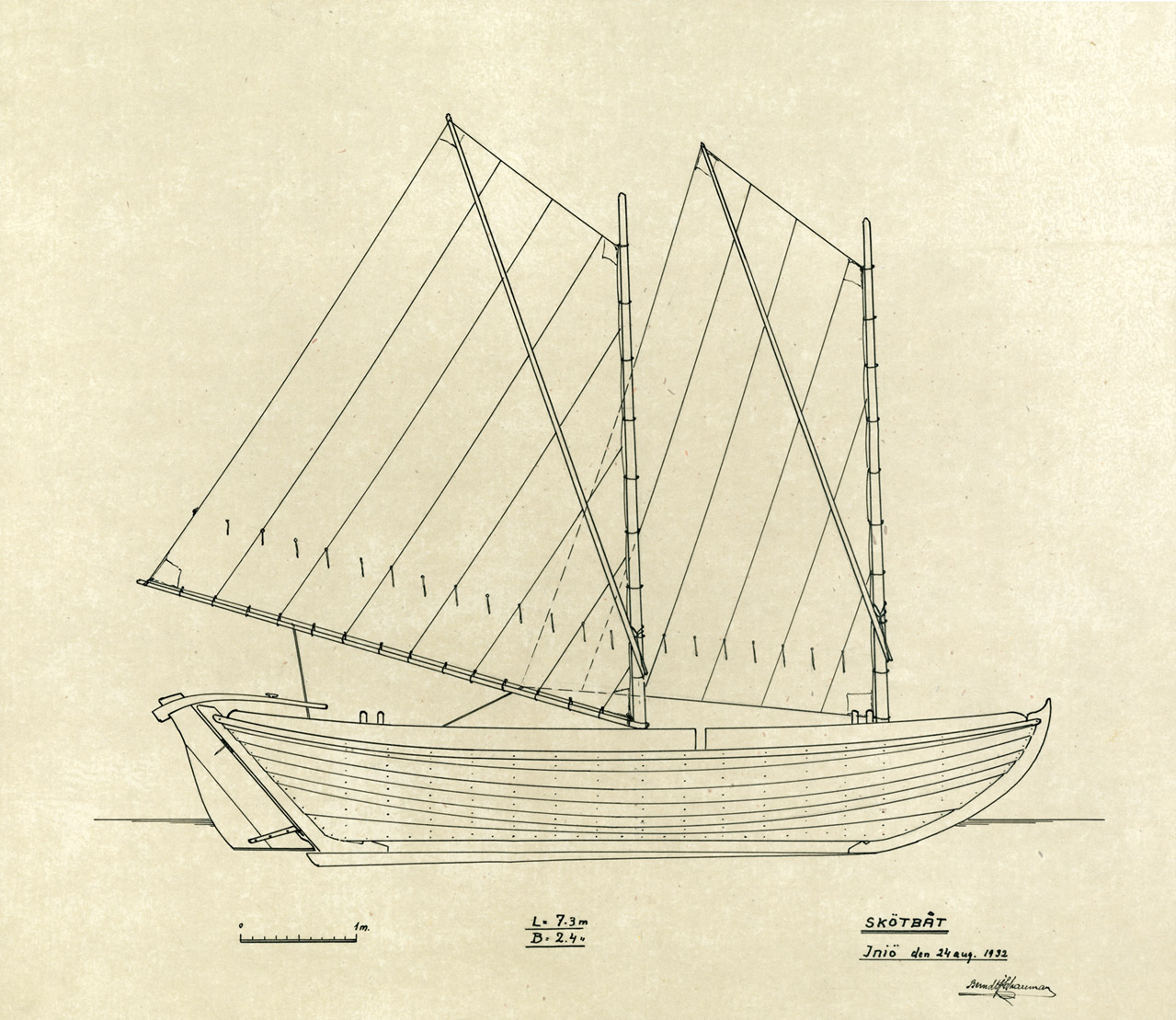
Skötbåt från Iniö, Finland 1932.

Skötbåt är i huvudsak en snipa som byggdes tidigare av trä, huvudsakligen använd vid fiske med skötar efter strömming. Båten var vanligen en öppen och bred båt med ett eller två par åror och sprisegel. Då små motorer blev överkomliga i pris försågs skötbåtarna med motor. Ordet skötbåt är känt från sörmlandskusten och norrut, även i Finland. Även skötekor förekom beroende på tradition av lokalt förankrad båttyp.
Skötar är nät som på Östersjökusten används för strömmingsfiske. 

## Skötbåten i litteraturen
| ”                                      | Men när de kommit halvvägs, stördes de plötsligen av ett sorl nerifrån hamnen. De som sutto närmast fönstret sågo nu en skötbåt, som just strök ner råseglet, komma in till bron. I fören stod fröken Maria med fladdrande hår under den skotska blåa mössan, och vid roret satt assistenten svängande sin hatt till tecken av framgång. Båten var överlastad med skötar, genom vilkas mörka maskor glittrade fisk vid fisk. – Kom hit, ska ni få strömming! utropade flickan med segrarens frikostighet | „ |
| – ur I havsbandet av August Strindberg | |   |